# Vincent Nsengiyumva
Vincent Nsengiyumva (Rwaza, 10 febbraio 1936 – Gakurazo, 7 giugno 1994) è stato un vescovo cattolico ruandese.

## Biografia
Vincent Nsengiyumva nacque a Rwaza il 10 febbraio 1936.

### Formazione e ministero sacerdotale
Il 18 giugno 1966 fu ordinato presbitero.

### Ministero episcopale
Il 17 dicembre 1973 papa Giovanni Paolo II lo nominò vescovo di Nyundo. Ricevette l'ordinazione episcopale il 2 giugno successivo nella cattedrale di Nostra Signora dell'Annunciazione a Nyundo dal cardinale Laurean Rugambwa, arcivescovo metropolita di Dar-es-Salaam, co-consacranti il vescovo emerito di Nyundo Aloys Bigirumwami e l'arcivescovo metropolita di Kabgayi André Perraudin.
Il 10 aprile 1976 lo stesso pontefice lo nominò primo arcivescovo metropolita della nuova arcidiocesi di Kigali.
Fu presidente della Conferenza episcopale del Ruanda dal 1980 al 1983 e dal 1991 al 1994.
All'interno del governo ruandese, Nsengiyumva fu presidente del comitato centrale del Movimento Repubblicano Nazionale per la Democrazia e lo Sviluppo per quattordici anni. Nel 1990 la Curia romana gli ordinò di ritirarsi da ulteriori coinvolgimenti nella politica. Il Movimento era il partito dominato dagli hutu, al governo tra il 1975 e il 1994.
Monsignor Nsengiyumva era un amico personale dell'allora presidente ruandese Juvénal Habyarimana e quando celebrava la messa indossava una sua spilla-ritratto. Era anche confessore personale della first lady Agathe Habyarimana.
Appartenente all'etnia hutu, l'arcivescovo accusò i ribelli tutsi di avere provocato il genocidio del Ruanda, che cercò di giustificare come mezzo per garantire la democrazia maggioritaria. Fornì anche i nomi dei chierici tutsi agli Interahamwe.
Fu assassinato nei pressi della chiesa di Gakurazo il 7 giugno 1994 dai soldati dell'Esercito Patriottico Ruandese, un gruppo militare tutsi. Aveva 58 anni. Con lui morirono il vescovo di Byumba Joseph Ruzindana e il vescovo di Kabgayi Thaddée Nsengiyumva. Furono uccisi anche dieci sacerdoti e un bambino. I militari dissero poi di aver creduto che i prelati fossero coinvolti nell'uccisione delle loro famiglie.

## Genealogia episcopale e successione apostolica
La genealogia episcopale è:
- Cardinale Scipione Rebiba
- Cardinale Giulio Antonio Santori
- Cardinale Girolamo Bernerio, O.P.
- Arcivescovo Galeazzo Sanvitale
- Cardinale Ludovico Ludovisi
- Cardinale Luigi Caetani
- Cardinale Ulderico Carpegna
- Cardinale Paluzzo Paluzzi Altieri degli Albertoni
- Papa Benedetto XIII
- Papa Benedetto XIV
- Papa Clemente XIII
- Cardinale Bernardino Giraud
- Cardinale Alessandro Mattei
- Cardinale Pietro Francesco Galleffi
- Cardinale Giacomo Filippo Fransoni
- Cardinale Carlo Sacconi
- Cardinale Edward Henry Howard
- Cardinale Mariano Rampolla del Tindaro
- Cardinale Rafael Merry del Val
- Cardinale Arthur Hinsley
- Arcivescovo David Mathew
- Cardinale Laurean Rugambwa
- Arcivescovo Vincent Nsengiyumva

La successione apostolica è:
- Vescovo Wenceslas Kalibushi (1977)
- Vescovo Joseph Ruzindana (1982)